# Fergus mac Echdach
Fergus mac Echdach, o Fergus II, (c. 720 - 781) va ser el rei de Dál Riata del 778 al 781.

## Biografia
El Duan Albanach no esmenta aquest rei, que tanmateix sí que apareix als Sincronismes de Flann Mainistreach. L'única informació precisa que tenim sobre ell és la data de la seva mort anotada als Annals d'Ulster: 
781: “Mort de Fergus mac Eochaid, rei de Dál Riata. »
El regnat de tres anys que li atorguen les llistes reials es corrobora amb la menció de la mort del seu germà Áed Find el 778.
Segons Alfred P. Smyth, Fergus mac Echdach és el pare dels dos reis escots i posteriorment pictes: Causantín mac Fergusa i Angus mac Fergus, nascut de la seva unió amb una princesa picta desconeguda que podria ser germana d'Alpin mac Uuroid i /o de la família del gran rei pict Engus I.
Encara segons el mateix historiador, mitjançant aquesta mateixa unió, Fergus mac Echdach també hauria estat pare de dues filles, esposes de nobles pictes; Uuthoil i Bargoit i els fills dels quals Talorgan mac Uuthoil i Uurad mac Bargoit van reclamar el tron contra els reis de Fortriú basant-se en el mode de successió matrilineal que s'utilitzava entre els pictes en contraposició al sistema de tanisteria dels escots
Alex Woolf no dubta a designar els seus descendents que es van succeir durant tres generacions com a reis pictes i senyors dels escots del 789 al 839/842 amb el nom de “Dinastia de Wrguist”.